# DiePrüfung.
diePrüfung. ist ein deutscher Kurzfilm des Regisseurs Claudio Franke aus dem Jahr 2014.
Der privatfinanzierte Low-Budget Kurzfilm, der auf der Kurzgeschichte Examination Day des US-Autoren Henry Slesar basiert, wurde durch die Produktionsfirma cgFrankeFilm hergestellt.

## Handlung
Als Léon zwölf wird steht die Prüfung an. Der Staat testet jeden Bürger im Alter von zwölf Jahren. Léons Mutter erklärt ihrem Sohn, dass es eine Art Intelligenztest sei. Was León nicht weiß; Nach dieser Prüfung wird weder sein Leben, noch das seiner Eltern dasselbe sein.

## Dreh
Mit insgesamt 4 Drehtagen wurde der Film im Januar 2014 hauptsächlich an Originalmotiven in Tauberbischofsheim und Marbach am Neckar verwirklicht. Als Drehort diente hierbei unter anderem das Literaturmuseum der Moderne.

## Premieren
Im Rahmen des Filmfest München 2014 feierte der Film in der „Langen Nacht der Shocking Shorts“ seine Festivalpremiere. Die Fernsehpremiere fand am 28. Juni 2014 auf dem Pay-TV-Sender 13th Street Universal statt. Am 10. Juli 2014 erschien diePrüfung. auf der DVD Shocking Shorts 2014 mit den anderen 2014 für den Shocking Shorts Award nominierten Kurzfilmen. Die Free-TV-Premiere war am 28. Juni 2015 auf Tele 5.

## Festivals
In den Jahren 2014/15 lief der Film auf diversen nationalen sowie internationalen Festivals wie unter anderem dem in der Ukraine stattfindenden Molodist Filmfest. Weiterhin war der Film auf dem Internationalen Filmwochenende Würzburg, dem Filmkunstfest Mecklenburg-Vorpommern, dem 16. Landshuter Kurzfilmfestival, dem Neiße Filmfestival, den „Internationale Grenzland-Filmtage“ in Selb, den „31. video/film tagen“ in Koblenz und den „21. Kurzfilmtage“ Thalmässing zu sehen.
Im Ausland feierte er auf dem Reggio Film Festival in Reggio nell’Emilia (Italien), dem „13. FIKE Int. Short Film Festival“ in Évora (Portugal) und dem „Cairo Video Festival“ in Kairo seine Premieren.

## Kritik
„Mein persönliches Highlight dieses Jahr war DIE PRÜFUNG. von Regisseur Claudio Franke. Technisch einwandfrei, sauber gespielt, knackige Länge und ein bitterböses Ende. BRAVO!“

„Die Gesellschaft, die Claudio Franke in seinem Film diePrüfung entwirft, hat die bedrückende Atmosphäre eines repressiven Systems, und als der zwölfjährige Léon (Valentin Teufel) zum obligatorischen Test einbestellt wird, der für dieses Alter vorgesehen ist, harren seine Eltern (Melanie Herbe, Markus Knüfken) sorgenvoll der Bekanntgabe des Ergebnisses. Dramaturgisch geschickt aufgebaut basiert dieser kühl inszenierte, futuristisch anmutende Film auf der Kurzgeschichte Examination Day von Henry Slesar und wurde bereits im Juni beim TV-Sender Sky gezeigt. diePrüfung stellt das erste eigenständige Werk des jungen Filmemachers Claudio Franke dar, dessen Bruder Adrian die Filmmusik dazu komponierte.“